# Saatenga
Saatenga, parfois appelée Sabtenga, est une commune rurale située dans le département de Diabo de la province du Gourma dans la région de l'Est au Burkina Faso.

## Géographie
Saatenga est situé à 14 km au Sud de Diabo, le chef-lieu du département. Les quartiers de la ville sont : Louloubtenga, Rangongtenga, Bandaoghin, Signooghin, Natenga, Wobg-Rabaogo, Wattinooma, Kanléouoghin et Koakemnooren.

## Économie
En raison du barrage en remblai créant une retenue d'eau, l'agriculture par irrigation permet, en plus des productions vivrières, une importante culture du coton : avec environ 200 tonnes/an la production de Saatenga représente près de 10 % de celle de l'ensemble du département.

## Santé et éducation
Saatenga accueille un centre de santé et de promotion sociale (CSPS). Dix forages ont été pratiqués, dont sept sont en activité.
La commune possède une école de cinq classes (trois fonctionnelles en 2011).